# Xu Zengcai
Xu Zengcai (* 1. Oktober 1961) ist ein chinesischer Tischtennisspieler mit einer internationalen Karriere aus den 1980er Jahren. Er nahm an zwei Weltmeisterschaften und an den Olympischen Spielen 1988 teil. Er spielte bei mehreren deutschen Bundesligavereinen.

## Werdegang
Xu Zengcai wurde für die Weltmeisterschaften 1987 und 1989 nominiert. Dabei kam er 1989 im Einzel bis ins Viertelfinale. Bei den Asienmeisterschaften gewann er 1988 mit der Mannschaft Gold. Im gleichen Jahr wurde er beim World Cup Vierter.
1988 qualifizierte er sich für die Teilnahme an den Olympischen Spielen. Hier wurde er im Doppel mit Jiang Jialiang Fünfter. Im Einzel scheiterte er in der Runde der letzten 16 an dem Südkoreaner Kim Ki-taik. Vorher hatte er in den Gruppenspielen unter anderem gegen den Deutschen Georg Böhm gewonnen. 
Mitte 1989 wurde Xu Zengcai in der ITTF-Weltrangliste auf Platz elf geführt.

## Aktivitäten in Deutschland
Xu Zengcai war in mehreren deutschen Vereinen aktiv. So spielte er 1985 beim TTC Grünweiß Bad Hamm in der 2. Bundesliga. Nach mehreren Jahren in Schweden bei Lyckeby BTK wechselte er 1993 zum TSV Maxell-Sontheim in die 1. Bundesliga. In der Saison 1995/96 erreichte er mit dessen Herrenmannschaft das Endspiel des ETTU Cups. 1996 schloss er sich dem TTV Gönnern. Hier trainierte er auch den damals 15-jährigen Timo Boll, der in Gönnern wohnte. Mit Gönnern gewann er 1997 den deutschen Pokal und stand 1998 im Halbfinale des ETTU Cups.
1999 kehrte Xu Zengcai nach China zurück und beendete seine Karriere als Leistungssportler.

## Privat
Xu Zengcai ist mit der chinesischen Tischtennisnationalspielerin Chen Zihe verheiratet.